# Roată dințată

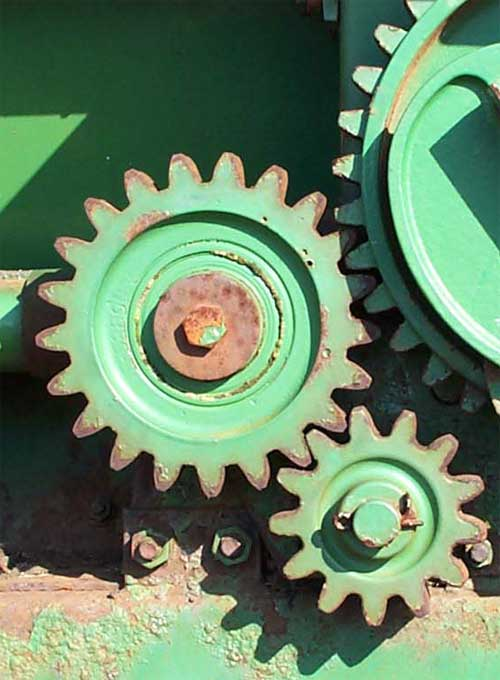
Fotografia prezintă un ansamblu de roţi dinţate din componența unei maşini agricole.

O roată dințată este o roată care are „dinți” de-a lungul circumferinței sale pentru a angrena una sau alte roți dințate sau piese similare ale unui mecanism mai complex cu scopul de a realiza transmiterea forței de-a lungul unei direcții tangențiale la suprafețele ambelor. O roată fără dinți poate realiza transmiterea, într-o oarecare măsură, a unei forțe tangențiale, dar are utilizări limitate deoarece la forțe mari se produc fenomene de alunecare (sau patinare) și de deteriorare ale roții.  Dinții unei roți dințate previn orice formă de alunecare, patinare sau de deteriorare/deformare și permit transmiterea de forțe considerabil mai mari decât în cazul roților „obișnuite”.
Pentru a fi capabilă de angrenare, o roată dințată se poate atașa oricărui dispozitiv care are dinții de angrenare compatibili cu dinții săi. Deși astfel de dispozitive pot fi cremaliere sau alte dispozitive similare nerotative, cea mai obișnuită conectare a unei roți dințate este într-un angrenaj cu una sau mai multe roți dințate. Rotația oricăreia din roțile dințate ale unui astfel de angrenaj cauzează obligatoriu rotația tuturor celorlalte. Astfel, mișcarea de rotație poate fi transferată dintr-un loc într-altul, de la un arbore sau ax la altul.
Deși de multe ori, roțile dințate sunt folosite doar pentru a transmite rotația dintr-o parte într-alta a unui mecanism sau ansamblu, ele pot fi folosite și pentru a transmite forțe amplificate sau diminuate. Atunci când roțile dințate ale unui ansamblu au diametre diferite (așa cum este cazul în prima imagine) vitezele lor de rotație, și deci momentele lor cinetice, sunt diferite. Ca rezultat practic, transmiterea forței dintr-un loc într-altul se face la viteze și momente cinetice diferite, fiind total sub controlul operatorului dispozitivului sau mașinăriei.

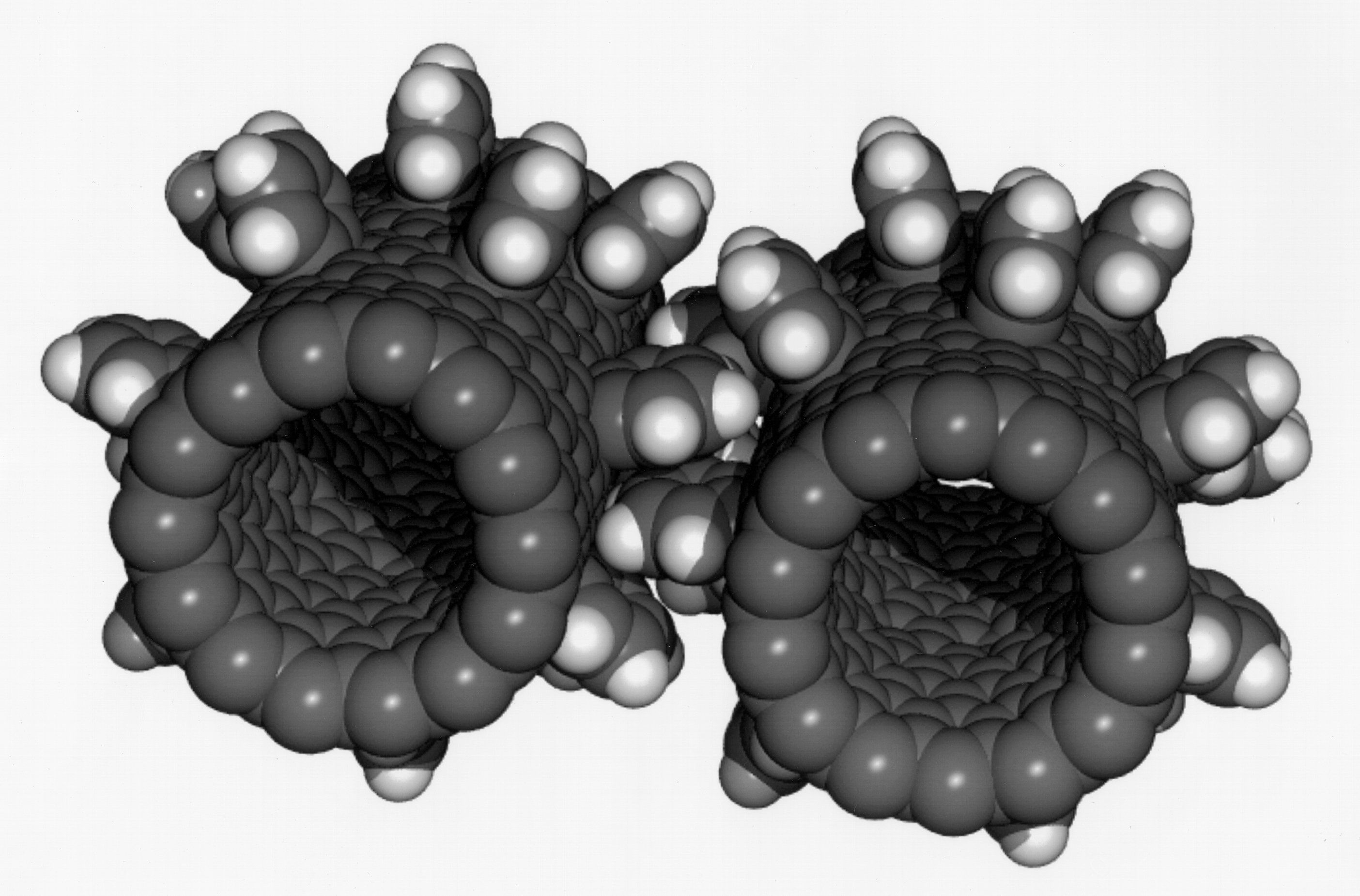
Realizarea roților dințate moleculare este o promisiune viitoare a nanotehnologiei.

## Avantaje mecanice
Considerăm că avem un angrenaj de două roți dințate cu număr diferit de dinți, cu raze diferite.
Din moment ce viteză unghiulară — măsurată în rotații per secundă, rotații per minut sau radiani per secundă — este proporțională cu viteza de rotație împărțită la raza roții înțelegem că roata dințată cu rază mai mare are viteza de rotație cea mai mică. Aceeași concluzie se poate trage și dintr-o analiză diferită a procesului privit din prisma numărului de dinți. Având două roți dințate cu număr de dinți diferit, se observă că la o rotație completă a roții cu număr de dinți mai mic, roată cu număr de dinți mai mare nu a terminat o rotație.
Roata mai mică face mai multe rotații într-o perioadă de timp dată, se învârte mai repede. Raportul vitezelor este inversul raportului numărului de dinți:
viteza A/viteza B  = numărul de dinți B/numărul de dinți A
Raportul momentelor poate fi determinat luând în considerație forța pe care un dinte al unei roți o exercita pe un dinte al celeilalte roți. Considerând doi dinți în contact într-un punct, forță care este exercitată de dintele care angrenează cel de-al doilea dinte are în general două componente: o componentă radială și una tangențiala.
Componenta radială poate fi ignorată, ea este pur și simplu cea care împinge într-o parte roată pe direcția radială și nu contribuie deloc la rotație.
Componenta tangentială este cea care cauzează rotația.
Momentul este egal cu componenta tangențială a forței înmulțit cu raza.
Din acest raționament este lesne de înțeles că roată cu rază mai mare exercita un moment mai mare, iar roata mai mică unul mai mic.
Raportul momentelor este egal cu raportul razelor, și este invers proporțional cu raportul vitezelor. Un moment mai mare implica o viteză mică și viceversa. Faptul că raportul momentului este invers proporțional față de raportul vitezelor se poate deduce și din legea conservării energiei.
Trebuie menționat faptul că s-a neglijat efectul frecării în raportul momentului.
Raportul vitezelor este dat cu adevărat de raportul numărului de dinți sau de raportul razelor, dar frecarea face că raportul momentelor să fie mai mic decât inversul ropotului vitezelor.
Altă mențiune care trebuie făcută este despre termenul de raza a roții dințate. Cum roata dințată nu poate fi substituită geometric la un cerc, roata dințată nu are raza.
Oricum într-un cuplu de roți dințate angrenate fiecare din ele se consideră a avea o rază efectivă numită și raza cercului de divizare.